# Nadine Arents
Nadine Arents (* 3. Februar 1982 in Venn, Mönchengladbach) ist eine deutsche Schauspielerin.

## Leben und Karriere
Nadine Arents absolvierte ihre Schauspielausbildung auf der Arturo Schauspielschule in Köln von 2001 bis 2004 und besuchte anschließend von 2004 bis 2005 noch die Film Acting school Köln. Zudem nahm sie Unterricht bei Christoph Hilger. Seitdem hat sie in mehreren Theater- und Filmprojekten mitgewirkt (unter anderem in diversen Filmen, wie Oma in Roma, Gott ist tot, Materazzo!, Die Band und 100 Grad). Zudem war sie bei der Sitcom Maja Paradys, in der Telenovela Lotta in Love und mehrfach in einer Gastrolle der RTL-Serie Alarm für Cobra 11 – Die Autobahnpolizei zu sehen. Einem breiteren Publikum wurde Arents durch die Rolle der Carmen Marek in der Telenovela Rote Rosen von 2006 bis Ende 2008 bekannt. Ab Juli 2012 war sie in einer Gastrolle bei der ARD-Serie Verbotene Liebe zu sehen. Am 28. Februar 2014 hatte sie außerdem eine einmalige Gastrolle als Sandra Müller in der RTL-Serie Alles was zählt.
Eine Bilderstrecke mit Arents erschien im deutschen Playboy in der Ausgabe August 2008.
Seit 2009 ist Arents mit dem Redner und Autor Cristián Gálvez verheiratet, mit dem sie ein Kind hat.

## Filmografie (Auswahl)
- 2006–2007: Lotta in Love (Fernsehserie)
- 2006–2008: Rote Rosen (Telenovela)
- 2011: Alarm für Cobra 11 (Fernsehserie, Episode: Familienangelegenheiten)
- 2011: Extinction: The G.M.O. Chronicles
- 2011: Heiter bis tödlich – Henker & Richter (Fernsehserie, Episode: Der Terminator aus Ulan Bator)
- 2011: SOKO Wismar (Fernsehserie, ZDF)
- 2012: SOKO Köln (Fernsehserie, ZDF)
- 2012: Verbotene Liebe (Fernsehserie, ARD)
- 2012: Omamamia (Kinofilm)
- 2022: Notruf Hafenkante (Fernsehserie, Episode: Kontrollverlust)